# Huiswerkinstituut
Een huiswerkinstituut is een onderneming waarin (middelbareschool)leerlingen tegen betaling worden begeleid met het maken van hun huiswerk en het maken van een studieplanning. Ook bieden veel huiswerkinstituten examentraining en bijles aan.

## Reden
Veel school- en leerproblemen zijn te herleiden tot het niet of onvoldoende voorbereiden van het huiswerk. Dit komt vaak doordat jongeren moeite hebben met plannen en zelfdiscipline, en vaak ook snel zijn afgeleid thuis. Vaak zijn er zoveel leukere dingen te doen, zoals voetballen, gamen, lezen, tv-kijken of met vrienden rondhangen in de buurt. Andere leerlingen hebben moeite met of een hekel aan de stof en zien ertegen op hier thuis opnieuw mee bezig te zijn. In sommige gevallen is er ook, om wat voor reden dan ook, sprake van een leerachterstand.
Paradoxaal bestaat een deel van de leerlingen die een huiswerkinstituut bezoeken ook uit kinderen die juist goed leren. Doordat ze de stof zo makkelijk opnemen menen ze geen huiswerk te hoeven maken, en hebben dit ook langere tijd kunnen volhouden. De meeste leerlingen in deze categorie lopen na verloop van tijd eveneens vast, en hebben dan niet geleerd hoe ze hun tijd moeten plannen.

## Werkwijze
Een huiswerkinstituut begeleidt in de eerste plaats leerlingen met hun huiswerk. Daarnaast kunnen ook ondersteunende diensten worden verleend.
Het is veelal de bedoeling dat de leerling direct of vrijwel direct na school naar het huiswerkinstituut gaat, en daar blijft tot zijn huiswerk klaar is of het huiswerkinstituut de deuren sluit. In de praktijk betekent dat vaak openingstijden van rond een uur of 2 tot een uur of 6, met eventueel een of twee pauzes. De inrichting is vaak functioneel, maar de sfeer wordt vaak wel enigszins wat huiselijker en informeler gehouden dan school. 
Het leerproces wordt op de volgende manieren gestimuleerd:
- Het bieden van een stimulerende omgeving. In een huiswerkinstituut zijn geen spelcomputers of stripboeken. Iedereen doet zijn huiswerk en dat is dan ook het enige wat er te doen valt. Bovendien kan de leerling pas weg als hij (echt) klaar is.
- Het controleren van de leerlingen. De leerling moet vaak zijn agenda laten nakijken, en er wordt op toegezien dat hij al het werk ook echt afmaakt. Maakwerk wordt (globaal) nagekeken, en leerwerk wordt overhoord. Ook behaalde proefwerkcijfers worden bijgehouden.
- Het maken van een studieplanning. Proefwerken en projecten dienen zo vroeg mogelijk van tevoren aan het huiswerkinstituut te worden opgegeven zodat een planning kan worden gemaakt en de stof of het werk over langere tijd verdeeld kan worden. Als een proefwerk bijvoorbeeld over 10 pagina's Franse woordjes gaat kan al 10 dagen van tevoren worden begonnen met iedere dag een pagina.
- Het bieden van de mogelijkheid tot uitleg en vragen stellen wanneer iets niet duidelijk is. De eigenaar van een huiswerkinstituut is vaak zelf docent en vaak worden studenten of andere docenten (op bepaalde dagen) voor dit doel ingehuurd.
- Er wordt naar gestreefd de leerling aan het eind van de middag echt klaar te laten zijn met zijn huiswerk. Dit is voor de leerling een stimulans, want hoe harder hij werkt hoe eerder hij klaar is en hoe meer tijd er is leuke dingen te doen (bovendien met een gerust gemoed!).
- Contact met de ouders. De ouders of verzorgers worden op de hoogte gesteld van de vorderingen van hun kind. Ook eventuele problemen worden besproken.
- Daarbij bestaat de mogelijkheid tot examen- of proefwerkvoorbereiding. Ook kan bijles voor bepaalde vakken worden aangeboden.